# Auditorium del Festival della Canzone Estone

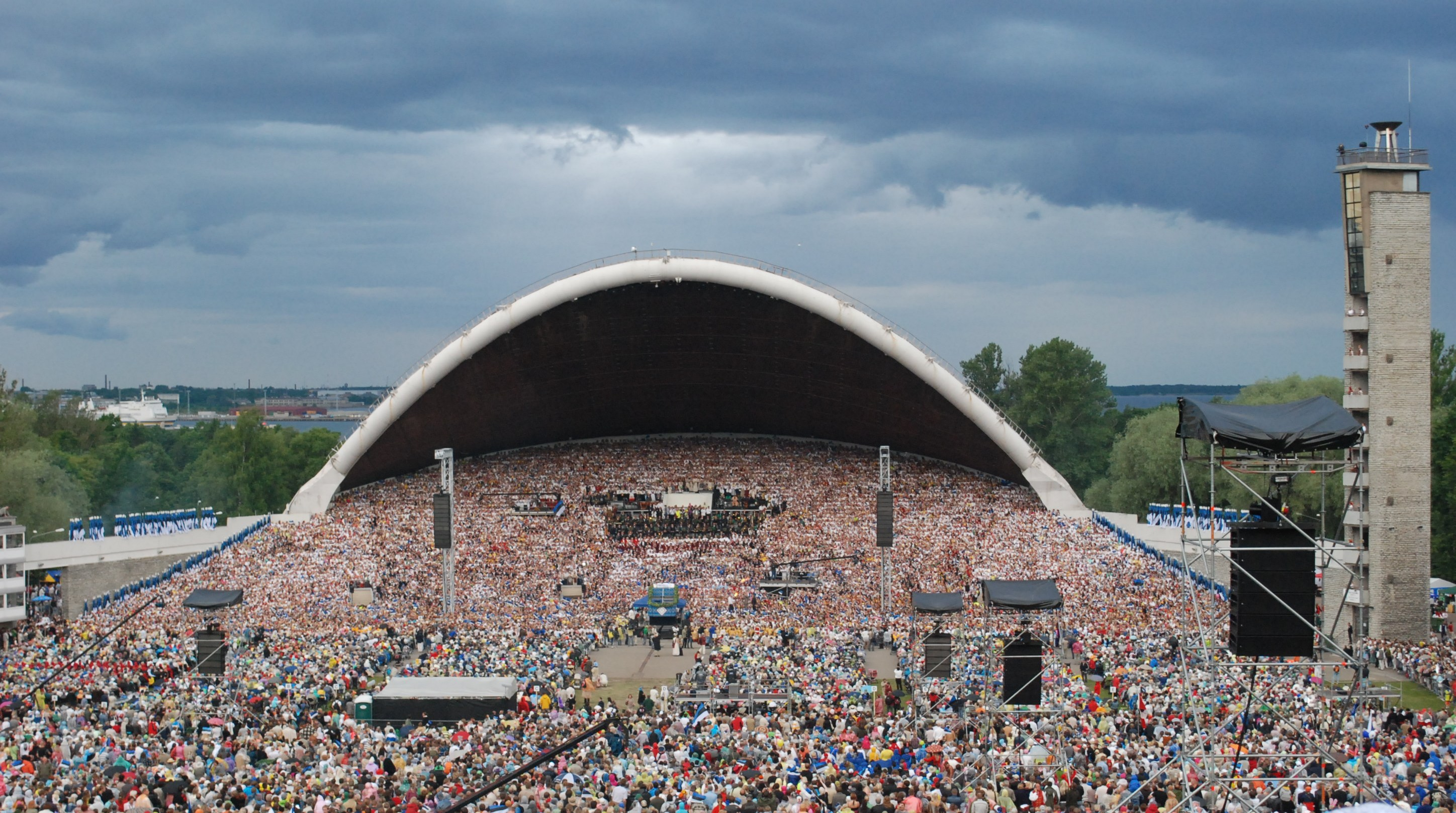
L'Auditorium in occasione del - XXV Festival della Canzone Estone

L'Auditorium del Festival della Canzone Estone (in estone: Lauluväljak) si trova a Tallinn in Estonia ed è un teatro all'aperto in cui si tiene ogni cinque anni il Festival della canzone estone, quest'ultimo considerato uno dei maggiori eventi corali al mondo.

## Storia dei Festival della Canzone Estone
Nel 1869 Johann Voldemar Jannsen fondò il Festival della canzone estone mentre la nazione era ancora sotto il dominio dell'Impero russo che l'aveva ridotta una provincia russa.
Il festival venne considerato come uno degli eventi pionieri per traghettare il popolo estone verso il risveglio di un'identità nazionale indipendente. Dopo quella data, una nuova tradizione accomunò il popolo estone legato da questo evento che si tiene ancor oggi ogni cinque anni.

## Lauluväljak- L'Auditorium del Festival
L'Auditorium di Tallinn venne costruito nel 1959 per dare uno spazio al Festival della Canzone Estone. Il gigantesco palcoscenico fu ideato per contenere oltre quindicimila cantori ma è anche possibile utilizzarlo in un'altra maniera: la performance avviene e si svolge di fronte al palcoscenico coperto nel quale comodamente prende posto la massa degli uditori.
Dal lato nord del palcoscenico della canzone si erge una torre antincendio alta 42 metri, che viene utilizzata durante il Festival. La torre è poi aperta tutto l'anno e visitabile dai turisti di Tallinn che possono gustarsi un ottimo panorama sulla capitale estone e il suo porto.
Nel 1988 il popolo estone iniziò qui, durante il Festival, la propria protesta contro la lunga ed opprimente occupazione sovietica che stava giungendo quasi al suo cinquantesimo anno. Il popolo estone in maniera pacifica iniziò a intonare inni patriottici fino ad allora praticamente proibiti dal regime militare sovietico. Questo atto venne riconosciuto a livello internazionale come la Rivoluzione Cantata che richiedeva il ritiro dell'occupazione sovietica.
Oggi l'Auditorium viene utilizzato anche per ospitare i maggiori gruppi musicali internazionali come: Iron Maiden, Red Hot Chili Peppers, Depeche Mode, Michael Jackson, Tina Turner, 50 Cent, i Metallica, i Rolling Stones, Elton John, Pet Shop Boys e Madonna. Negli anni 2010 vi si sono esibiti inoltre Lady Gaga e Robbie Williams.
Nel 2009 Madonna fece il tutto esaurito con una esibizione di fronte ad un pubblico di 72.067 persone. Nel 2006 i Metallica diedero un concerto per più di 78.000 fans. Nel 1997 Michael Jackson si esibì di fronte a 75.000 persone.
La capienza ottimale della struttura è di 75.000 persone, sebbene nel periodo della Rivoluzione Cantata, nel 1988 oltre 300.000. persone si accalcarono nell'Auditorium per richiedere la libertà. Negli anni successivi tuttavia, dopo il riottenimento dell'agognata indipendenza estone è stato posto un freno al numero di affluenza massima che oggi si aggira attorno alle 100.000. persone.

## Eventi recenti
- Red Hot Chili Peppers hanno suonato nell'estate del 2012 in occasione del loro ultimo tour
- Lady Gaga si è esibita nel 2012 durante una tappa del suo tour, The Born This Way Ball.
- The Weeknd si è esibito nel 2023 durante la penultima tappa europea dell’ After Hours til Dawn Tour.